# الون (چیزهای عجیب)
جین آیوز (به انگلیسی: Jane Ives) که همچنین با عنوان‌های الون، ال و جین هاپر نیز شناخته می‌شود، یک شخصیت تخیلی در سریال اینترنتی چیزهای عجیب محصول شبکه نت فلیکس است. این کاراکتر توسط خالقان سریال چیزهای عجیب، یعنی مت و راس دافر که به برادران دافر شهرت دارند خلق شده‌است و میلی بابی براون، بازیگر انگلیسی ایفاگر این نقش است. الون یک ابر انسان است و توانایی‌های همچون دورجنبی و دورآگاهی دارد.

## زندگی‌نامه

### فصل اول
همچنین ببینید: چیزهای عجیب (فصل ۱)
الون دختر زنی بنام تری آیوز است. تری در طی پروژه ام‌کی‌اولترا حضور داشته و از همین طریق نیز دارای قدرت‌های ماورایی شده‌است. تری در هنگام آزمایش‌ها خبر نداشته که جین را باردار است. قدرت‌های ماورایی او به دخترش ارث می‌رسد و بدین ترتیب جین نیز این قدرت‌ها را بدست میاورد. تری بعد از فهمیدن بارداریش از پروژه کنار می‌کشد اما رئیس و مسئول پروژه که مارتین برنر نام دارد جین را ربوده و تری را نیز تا سر حد مرگ شکنجه داده و حافظه اش را پاک می‌کنند. جین در آزمایشگاه بزرگ می‌شود و نام الون (یازده) برایش انتخاب می‌شود. مسئولان آزمایشگاه از او به عنوان پل ارتباطی با جهان موازی یا دنیای وارونه استفاده می‌کنند اما با فرار هیولای دنیای وارونه و به هم ریختن اوضاع الون با کمک قدرت‌هایش موفق به گریز از آزمایشگاه می‌شود و پا به دنیای واقعی می‌گذارد.
الون در راه فرار خود با پسری بنام مایک ویلر و دوستانش آشنا می‌شود. مایکل که دوست خود بنام ویل را در طی اتفاقاتی عجیب از دست داده متوجه می‌شود که بین ماجراهایی که برای الون پیش آمده و گم شدن ویل رابطه ای وجود دارد. الون و مایکل در طول داستان با یکدیگر رابطه دوستانه ای برقرار می‌کنند که این روند در نهایت تبدیل به یک رابطه عاشقانه می‌شود.
در پایان فصل اول الون در طی ماجراهایی عجیب به مایکل و دیگر اعضای گروه کمک می‌کند تا ویل را پیدا کنند اما خودش هنگام مبارزه با هیولای دنیای وارونه به ظاهر کشته می‌شود از بین می‌رود.

### فصل دوم
همچنین ببینید: چیزهای عجیب (فصل ۲)
در شروع فصل دوم مشخص می‌شود که الون نمرده و فقط در طی مبارزه اش با هیولا دوباره به دنیای وارونه بازگشته است. الون که انرژی زیادی از دست داده دوباره به دنیای واقعی بازمی‌گردد اما پلیس‌ها و مأموران آزمایشگاه در همه شهر به دنبال او هستند و برای همین او نمی‌تواند خودش را به مایکل نشان بدهد. جیم هاپر که کلانتر شهر هاوکینز است الون را پیدا کرده و او را به خانه قدیمی خود می‌برد. جیم که دخترش را بر اثر سرطان ریه از دست داده، همچون پدری مسئولیت پذیر از الون مراقبت می‌کند، به او کلمات و حرف زدن را آموزش می‌دهد او را در امان نگه می‌دارد.
الون در فصل دوم پی به گذشته پر درد خود می‌برد و بسیاری از رازها در مورد مادرش و همچنین خودش کشف می‌کند. الون در نهایت به نزد مایکل برمیگردد و آن‌ها به کمک هم موفق می‌شوند دروازه دنیای وارونه را حداقل به صورت موقت ببندند. در پایان فصل دوم الون به همراه مایکل به مراسم رقص می‌رود و در نهایت می‌تواند آرامش را در کنار معشوقش پیدا کند.

### فصل سوم
همچنین ببینید: چیزهای عجیب (فصل ۳)در شروع فصل سوم، الون و مایک هفت ماه است که با هم قرار می‌گیرند، که باعث ناراحتی هاپر شده است، او از اینکه ال و مایک دائماً با هم هستند، آزرده خاطر شده است.  وقتی هاپر به جویس اعتراف می کند که از این موقعیت ناراحت است، او به او پیشنهاد می کند که بنشیند و با آرامش با ال و مایک در مورد احساسش صحبت کند.  با این حال، این نتیجه معکوس می‌دهد و هاپر مستقیماً به مایک دستور می‌دهد که از الون دوری کند و تهدید می‌کند که در صورت عدم رعایت او، رابطه آنها را پایان خواهد داد.  وقتی مایک مجبور می‌شود به الون دروغ بگوید که چرا دیگر نمی‌تواند با او ملاقات کند، او مشکوک می‌شود و از مکس مشاوره می‌گیرد، که ادعا می‌کند مایک الون را کنار می‌کشد تا با پسرها وقت بگذراند.  مکس برای اینکه ذهنش را از این وضعیت دور کند، به آن‌ها پیشنهاد می‌کند که با رفتن به مرکز خرید تازه‌ساخته Starcourt به خرید بروند.
دخترها در مرکز خرید با هم زمان با کیفیتی را سپری می کنند، جایی که با لوکاس، ویل و مایک روبرو می شوند که سعی می کنند برای Eleven یک هدیه آرایش بخرند.  وقتی مایک دروغ می‌گوید و می‌گوید این هدیه برای مادربزرگ بیمارش است، Eleven در همانجا از او جدا می‌شود که باعث خوشحالی مکس و شوکه شدن مایک شد.  سپس یازده با مکس در اتوبوسی حرکت می کند، جایی که دختران شب را در خانه هاپر می خوابند و از قدرت های روانی یازده برای جاسوسی از پسرها استفاده می کنند.  برای سرگرمی خود، آنها یک بازی ایجاد می کنند که در آن یک بطری را می چرخانند و از Eleven می خواهند ببیند که چه کسی روی آن فرود می آید.  وقتی بطری روی بیلی فرود می آید و او تحت نظر قرار می گیرد، به نظر می رسد که رفتار مشکوکی و نامنظم از خود نشان می دهد.  این موضوع آنقدر به یازده و مکس مربوط می شود که آن دو به استخر جامعه هاوکینز می روند تا او به عنوان نجات غریق در آنجا کار می کند.  در این روند، آنها متوجه می شوند که هدر هالووی، یکی از همکاران بیلی، ناپدید شده است.  آنها به زودی متوجه می شوند که بیلی توسط Mind Flayer فاسد شده است و هدر را برای جذب می کند.
آنها دوباره با مایک، لوکاس و ویل متحد می شوند.  مایک از اینکه ال از او جاسوسی می کند ناراحت است و با مکس در مورد احساسات او نسبت به Eleven در حالی که او در حال جاسوسی در Flayer است، بحث می کند.  هنگامی که به کابین حمله می شود، او Mind Flayer را نگه می دارد، اما Flayer او را زخمی می کند و تکه ای از خود را در زخم باقی می گذارد.  ال و مایک آرایش می کنند، اما مایند فلیر و بیلی به دلیل زخم ال، آنها را دنبال می کنند.  یازده پس از برداشتن تکه هیولا از پای خود، قدرت خود را از دست می دهد، اما به بیلی کمک می کند تا با یادآوری خاطرات کودکی خود، از تصاحب ذهن فلایر رهایی یابد.  این گروه با بستن پورتال به Upside Down و با فداکاری بیلی، Mind Flayer را شکست می دهند.  فرض بر این است که هاپر در انفجاری که دروازه را می بندد مرده است و یازده توسط بایرز گرفته می شود.  در حالی که بایرز در حال بستن چمدان‌ها برای ترک هاوکینز هستند، ال به مایک نشان می‌دهد که او نیز او را دوست دارد، و آنها یک بوسه را به اشتراک می‌گذارند.  جویس نامه ای را به او می دهد که توسط هاپر نوشته شده بود و او قصد داشت از آن هنگام صحبت با او و مایک در مورد احساس او در مورد قرار ملاقات آنها استفاده کند.  سپس یازده و بایرز هاوکینز را ترک می‌کنند، جایی که یازده در حین رانندگی گریه می‌کند.
فصل چهارم
در شروع فصل چهارم، Eleven در کنار ویل شروع به رفتن به مدرسه در کالیفرنیا می کند و با از دست دادن قدرت خود مبارزه می کند و همچنین توسط دختری به نام آنجلا (الودی گریس اورکین) مورد آزار و اذیت قرار می گیرد.  هنگامی که مایک به ملاقات می آید، Eleven وانمود می کند که دوستان زیادی دارد تا مایک را خوشحال کند، اما او در یک پیست غلتکی تحقیر می شود و به عنوان تلافی به صورت آنجلا ضربه می زند.  او در بازداشت پلیس قرار می گیرد، اما دکتر اونز دستگیری او را متوقف می کند و او را با خود می برد.  او توضیح می دهد که هاوکینز در خطر است و در برنامه ای کار می کند که ممکن است بتواند قدرت های Eleven را بازگرداند.  یازده موافقت می کند که شرکت کند، با این خطر که ممکن است دیگر هرگز دوستانش را نبیند.  یازده به یک مرکز در نوادا برده می شود و متوجه می شود که دکتر برنر هنوز زنده است.

## طراحی و خلق شخصیت
برادران دافر گفته‌اند که شخصیت الون را بر پایه تجربیات بازماندگان پروژه ام‌کی‌اولترا طراحی کرده‌اند. این دو همچنین از آثاری مثل ئی.تی. موجود فرازمینی، ترانه پریان و آکیرا برای طراحی این شخصیت الهام گرفتند. برادران دافر گفتند که قصد داشتند تا گذشته الون رازآلود باشد. چیزهای عجیب ابتدا قرار بود که یک مینی‌سریال باشد و در پایان داستان الون جان خودش را برای حفظ دوستانش فدا کند اما وقتی سریال مورد استقبال قرار گرفت و نت‌فلیکس آن را برای فصل‌های بعد تمدید کرد، برادران دافر تصمیم گرفتند تا این شخصیت را دوباره وارد داستان کنند.

## بازخورد

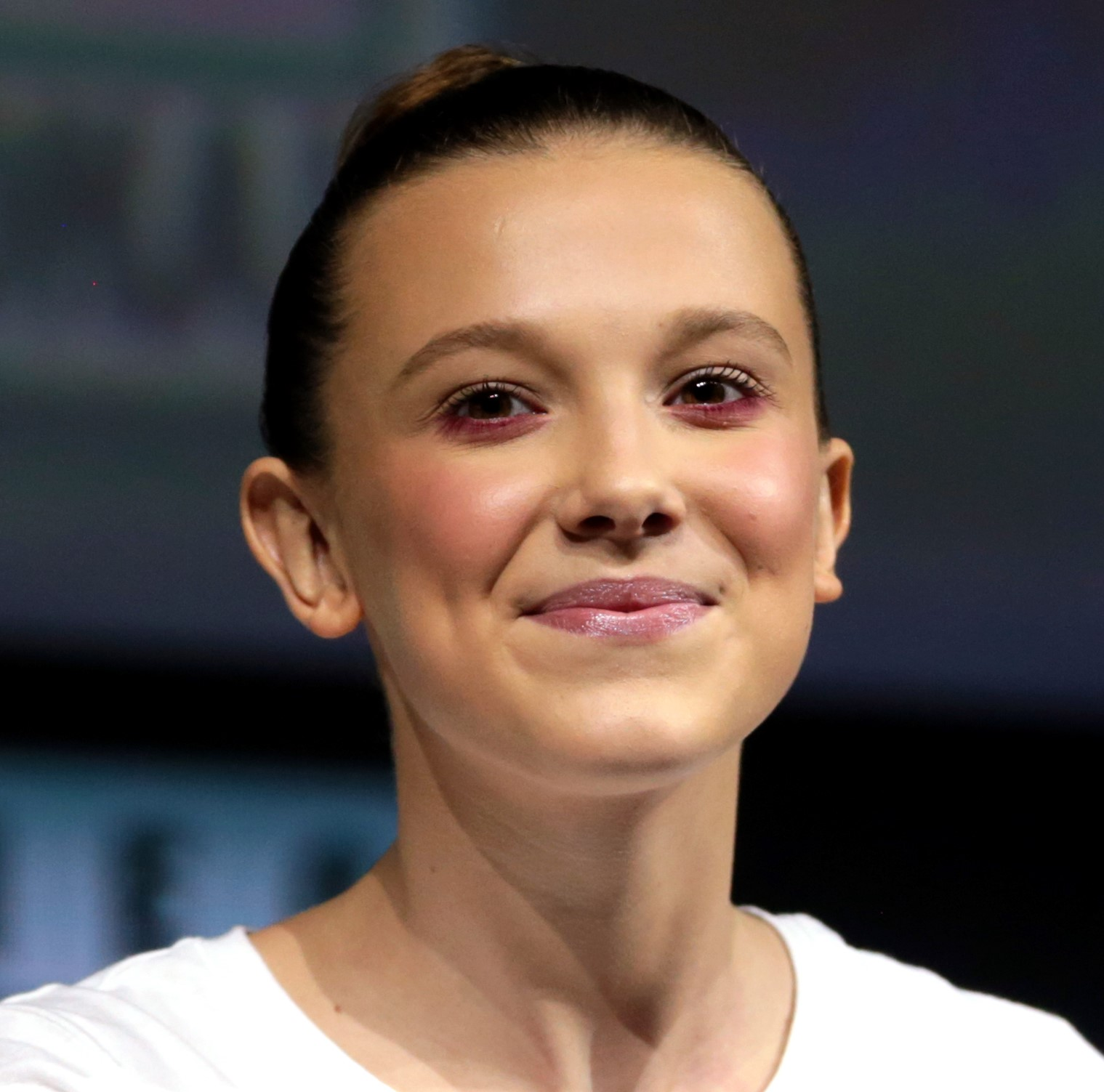
بازی میلی بابی براون در نقش الون تحسین منتقدان را به همراه داشت.

شخصیت الون و بازیگرش میلی بابی براون به سرعت در نزد مردم و منتقدین محبوب شدند و جای خود را در میان علاقه‌مندان باز کردند.منتقد دیلی تلگراف در بخشی از نقد خود دربارهٔ سریال نوشت: «میلی بابی براون ستاره این سریال است. او به کمک زبان بدن و یک خالکوبی عجیب و جذاب موفق شده توجه همه جهان را به خود جلب کند. خوراکی مورد علاقه او (اگو) حالا تبدیل به یک نماد شده‌است و نوجوان‌ها تا آخر عمر هر وقت چشمشان به این خوراکی خوشمزه بیفتد بلافاصله یاد دختری با مهارت‌های ماورایی میفتند که دنیای ما را از خطر هیولاها نجات داد.» منتقدان دیگر و همچنین طرفداران در اینترنت به ستایش میلی پرداختند و از بازی او را در این نقش تحسین کردند.
استقبال از این نقش فقط به منتقدان و تماشاگران محدود نشد و حتی جشنواره‌های سینمایی و تلویزیونی مهم را هم تحت تأثیر قرار داد. میلی برای بازی در این نقش موفق به دریافت جایزه سینمایی و تلویزیونی ام‌تی‌وی شد.او همچنین در مراسم اتحادیه بازیگران به همراه دیگر هنرمندان سریال چیزهای عجیب جایزه بهترین تیم بازیگری سریال درام را از آن خود کرد.بازی در این نقش برای میلی نامزدی برای جایزه امی ساعات پربیننده را نیز به همراه داشت. بابی براون در سن ۱۳ سالگی جوانترین شخصی است که برای دریافت این جایزه نامزد شده‌است.